# Martigna
Martigna ist eine französische Gemeinde im Département Jura in der Region Bourgogne-Franche-Comté.

## Geographie
Martigna liegt auf 659 m, etwa 15 Kilometer nordnordöstlich der Stadt Oyonnax (Luftlinie). Das Bauerndorf erstreckt sich im Jura, an einem sanft nach Osten geneigten Hang zwischen den Tälern von Ain im Westen und Bienne im Osten, nahe der Talsperre des Lac de Vouglans.
Die Fläche des 8,77 km² großen Gemeindegebiets umfasst einen Abschnitt des französischen Juras. Entwässert wird das Gebiet durch den Dorfbach nach Osten zum Ruisseau d’Héria, einem rechten Zufluss der Bienne. In einer Senke südlich des Dorfes liegt der kleine Lac de Chanon mit seiner Insel. Nach Norden erstreckt sich der Gemeindeboden über die hügelige Landschaft bis in den Bois Montandriet. Auf dem bewaldeten Höhenrücken nördlich des Dorfes wird mit 778 m die höchste Erhebung von Martigna erreicht. Im Süden reicht der Gemeindebann in den Bois de Charveron am Rand der Höhe von Montcusel. Das Gemeindegebiet ist Teil des Regionalen Naturparks Haut-Jura (frz.: Parc naturel régional du Haut-Jura).
Zu Martigna gehören der Weiler Chanon (620 m) auf einem Sattel zwischen dem Lac de Chanon und dem Tal der Bienne sowie einige Einzelhöfe. Nachbargemeinden von Martigna sind Moirans-en-Montagne im Norden, Villards-d’Héria und Jeurre im Osten, Montcusel im Süden sowie Lect im Westen.

## Geschichte
Streufunde weisen darauf hin, dass das Gemeindegebiet von Martigna bereits während der Römerzeit besiedelt war. Erstmals urkundlich erwähnt wird der Ort im 12. Jahrhundert. Der Ortsname geht auf den gallorömischen Personennamen Martinius zurück und bedeutet so viel wie Landgut des Martinius (Martiniacum). Im Mittelalter gehörte Martigna zum Herrschaftsgebiet der Baronie von Moirans. Zusammen mit der Franche-Comté gelangte das Dorf mit dem Frieden von Nimwegen 1678 an Frankreich. Zu einer Gebietsveränderung kam es 1822, als das vorher selbständige Chanon nach Martigna eingemeindet wurde.

## Sehenswürdigkeiten
Die im 15. Jahrhundert erbaute Kapelle von Martigna wurde später zur Pfarrkirche erhoben; sie besitzt einen Glockenturm aus dem 19. Jahrhundert. Neben der Kirche sind Überreste eines gotischen Herrschaftssitzes erhalten. Das Schloss wurde 1713 erbaut.

## Bevölkerung
| Jahr                       | 1962 | 1968 | 1975 | 1982 | 1990 | 1999 | 2007 | 2018 |
| Einwohner                  | 154  | 153  | 159  | 153  | 164  | 193  | 205  | 191  |
| Quellen: Cassini und INSEE |      |      |      |      |      |      |      |      |

Mit 207 Einwohnern (Stand 1. Januar 2022) gehört Martigna zu den kleinen Gemeinden des Départements Jura. Nachdem die Einwohnerzahl in der ersten Hälfte des 20. Jahrhunderts kontinuierlich abgenommen hatte (1906 wurden noch 260 Personen gezählt), wurde seit Beginn der 1990er Jahre wieder eine leichte Bevölkerungszunahme verzeichnet.

## Wirtschaft und Infrastruktur
Martigna war bis weit ins 20. Jahrhundert hinein ein vorwiegend durch die Landwirtschaft sowie durch die Forstwirtschaft geprägtes Dorf. Daneben gibt es heute einige Betriebe des lokalen Kleingewerbes. Mittlerweile hat sich das Dorf auch zu einer Wohngemeinde gewandelt. Viele Erwerbstätige sind Wegpendler, die in den größeren Ortschaften der Umgebung ihrer Arbeit nachgehen.
Die Ortschaft liegt abseits der größeren Durchgangsstraßen an einer Departementsstraße, die von Moirans-en-Montagne via Montcusel nach Chancia führt.